# Weissenburg (Schweizer Adelsgeschlecht)

Wappen der Freiherren von Weissenburg, heutiges Wappen von Wimmis

Die Freiherren von Weissenburg waren ein im Berner Oberland ansässiges Adelsgeschlecht. Zu Beginn des 14. Jahrhunderts war ihre Macht auf einem Höchststand.

## Herkunft
Mit Wilhelm, Ulrich, und Rudolf de Albocastro wird die Familie 1175 erstmals, im Gefolge der Herzöge von Zähringen erwähnt. Um diese Zeit ist ihnen aber noch kein Grundbesitz zuzuordnen. Die Weissenburger kamen gegen Ende des 12. Jahrhunderts mit den Herzögen von Zähringen ins Berner Oberland.
Aufgrund des Grundbesitzes, den die Familie ab der Mitte des 13. Jahrhunderts im Simmental erwarb, lässt sich vermuten, dass die Familie die Freiherren von Erlenbach beerbten. Diese Rodungsadeligen waren wohl die ersten Pioniere, die das Niedersimmental urbar gemacht hatten und davon Besitz ergriffen. Die Freiherren von Erlenbach sind aber schlecht als Familie zu identifizieren und eine klare Stammfolge fehlt. Der Name von Erlenbach wurde daher stets vom jeweiligen Besitzer der Herrschaft Erlenbach geführt. So lebten Zweige der Familien von Raron, von Strättligen und wahrscheinlich auch von Weissenburg unter dem Namen von Erlenbach.
Ob die Schlacht bei Grindelwald 1191 ausschlaggebend für den Machtzuwachs der Weissenburger, aber auch für viele andere zähringertreuen Geschlechter wie die Freiherren von Strättligen oder die Freiherren von Eschenbach ist, ist nicht klar.

## Aufstieg
Um 1270 werden Besitztümer der Weissenburger in Erlenbach im Simmental, Oberwil im Simmental, Därstetten, Diemtigen und Wimmis fassbar.
Zudem wird die Burg Weissenburg als Stammsitz der Weissenburger 1278 erstmals erwähnt. Sie wurde in dieser Zeit anstelle einer älteren Holzburg gebaut. Der massive Rundturm verweist auf savoyischen Einfluss über die Grafen von Greyerz.
Wie die Weissenburger zu diesen grossen Besitztümer kamen, ist nicht bekannt. Ob sie sie kauften, ob sie geschickte Heiratspolitik betrieben haben oder ob sie die Ländereien im Interregnum mit Gewalt an sich gerissen hatten, sind einige Möglichkeiten.
1268 erwarben die Freiherren die ganze Herrschaft Wimmis, bauten die Burg zu einem Bollwerk aus und erweiterten das Burgstädtchen am Fuss des Burgberges. 1260 war die Herrschaft Wimmis noch in den Händen der Freiherren von Strättligen, die wie die Weissenburger mit den Herzögen von Zähringen ins Oberland kamen. Ob sich diese beiden Geschlechter im Kampf um die Vorherrschaft im Niedersimmental in die Quere kamen, ist nicht bekannt. Jedenfalls lösen die Freiherren von Weissenburg mit dem Erwerb von Wimmis die Freiherren von Strättligen als mächtigste Herren im Niedersimmental ab.
Die Weissenburger wandten sich den ebenfalls im Interregnum grossgewordenen Grafen von Habsburg zu. Durch die Heirat Rudolfs III. von Weissenburg mit der Tochter des Konrad von Wädenswil kamen die Herrschaft Rothenfluh und die Herrschaft Balm mit den Burgen Rothenfluh (Balm) und Weissenau in den Besitz der Weissenburger. Für seine Dienste bei König Heinrich VII. erhielt Peter von Weissenburg die Pfandschaft über das Reichsland Hasli. Weil sich die Freiherren 1303 wegen Landfriedensbruch bei den Habsburgern in Ungnade stellten, verloren sie ihre Burgen Weissenau und Rothenfluh. Sie beteiligten sich nun vermehrt an Aktionen der Habsburger. So unterstützten sie im Morgartenkrieg 1315 den erfolglosen Angriff von Westen her über den Brünig auf Unterwalden und waren bei der Belagerung der Stadt Solothurn 1318 anwesend. Dadurch konnten sie ihren Ruf bei den Habsburgern wiedergutmachen und erhielten 1316 die Burgen Unspunnen und Oberhofen und 1318 die Burg Weissenau und das Städtchen Unterseen als Pfand. 1325 gründeten die Weissenburger die Burg Blankenburg, in der sich die Herren von Blankenburg, illegitime Nachfahren der Familie von Weissenburg, niederliessen.

## Abstieg
Durch ihre Zuneigung zu den Habsburgern verfeindeten sich die Weissenburger mit der Stadt Bern. Sie nahmen an militärischen Aktionen gegen Bern (Schlacht am Dornbühl, Gümmenenkrieg) und ihre Verbündeten den Waldstätten 1315 und Solothurn 1318 teil. Bern belagerte in dieser Fehde die Stadt Wimmis neun Mal. Dadurch gerieten die Weissenburger in grössere Schuldennot. Die letzten Weissenburger Rudolf IV. und sein Bruder Johann II. traten 1334 ins Berner Burgerrecht. 1337 wurde auch ihr Onkel Johann I. ins Berner Burgerrecht gezwungen und die Ländereien der Freiherren unter Berns Hoheit gestellt. Johann II., der letzte überlebende Weissenburger, kämpfte 1339 mit 300 Soldaten in der Schlacht bei Laupen auf der Seite Berns. Er konnte seine Schulden abzahlen und kam durch Lehen von Bern wieder in der Besitz der ehemaligen Stammesherrschaft. Er starb 1368 kinderlos und mit ihm das Geschlecht der Freiherren von Weissenburg.

## Personen
1. Wilhelm, Ulrich und Rudolf I. de Albocastro, Gefolgsmänner der Zähringer, lebten um 1175
  1. Rudolf II. von Weissenburg, ca. 1224 bis 1253
    1. Rudolf III. von Weissenburg, Freiherr von Weissenburg, ca. 1259 bis 1307[1]
      1. Peter von Weissenburg, Sohn von Rudolf III., Freiherr von Weissenburg; † 1314
        1. Rudolf IV. von Weissenburg, Sohn von Peter, Freiherr von Weissenburg, Burger der Stadt Bern; † 1347
          1. Hansli, illegitimer Sohn Rudolfs IV., Propst des Klosters Interlaken

        2. Johann II. von Weissenburg, Sohn von Peter, Freiherr von Weissenburg, Burger der Stadt Bern; † 1368
        3. Katharina II. von Weissenburg, Tochter von Peter ⚭ Thüring von Brandis

      2. Johann I. von Weissenburg, Sohn von Rudolf III., Freiherr von Weissenburg; † 1341
      3. Katharina von Weissenburg, Tochter von Rudolf III. ⚭ Graf Peter III. von Greyerz